# 역사적 현재
언어학과 수사학에서 역사적 현재(historical present) 또는 역사 현재는 극적 현재 또는 서술적 현재라고도 불리며, 과거 사건을 서술할 때 과거시제 대신 현재시제를 사용하는 것을 말한다. 이는 일반적으로 사건이 아직 전개되고 있는 것처럼 묘사하거나, 다른 사건에 비해 특정 사건을 전경화함으로써 서술의 극적 힘을 높이는 것으로 여겨진다.

## 영어에서의 사용
영어에서 이는 다음 경우에 사용된다.
- 역사 연대기(일련의 사건 나열)
- 허구
- 뉴스 헤드라인
- 극적인 이야기로 사건을 재현할 때 일상 대화.[3] 일상 대화에서는 say나 go와 같은 인용 동사와 특히 새로운 인용 like와 함께 특히 흔하다.[4][5][6]

## 예시
찰스 디킨스의 데이비드 코퍼필드 발췌문에서 과거시제에서 역사적 현재로의 전환은 반복되는 환상처럼 즉각적인 느낌을 준다.
장례식이 어제였더라도 더 잘 기억할 수 없을 것입니다. 문을 열고 들어섰을 때 가장 좋은 응접실의 공기, 활활 타는 불꽃, 디캔터에서 빛나는 와인, 잔과 접시의 무늬, 희미하게 달콤한 케이크 냄새, 머드스톤 양의 드레스와 우리의 검은 옷의 냄새. 칠립 씨는 방에 있고 내게 말을 건다.
"데이비드 도련님은 어떠시니?" 그가 다정하게 말한다.

나는 그에게 잘 말해줄 수 없다. 나는 그에게 내 손을 내밀고 그는 내 손을 잡는다.— 찰스 디킨스, 데이비드 코퍼필드, 제9장

전체적으로 역사적 현재로 쓰인 소설로는 존 업다이크의 토끼, 달려라, 힐러리 맨텔의 울프 홀, 마거릿 애트우드의 시녀 이야기가 특히 유명하다.

## 허구를 묘사할 때
허구 작품의 서술(줄거리) 요약은 관습적으로 과거 시제 대신 현재 시제를 사용하여 제시된다. 이야기가 전개됨에 따라 이야기의 특정 시점에는 현재와 과거, 미래가 존재하므로, 이야기에서 언급된 어떤 사건이 과거, 현재, 미래 중 어느 시점에 속하는지는 이야기가 진행됨에 따라 변화한다. 전체 줄거리 설명은 이야기의 현재가 연속적인 현재인 것처럼 제시된다. 따라서 두 도시 이야기의 줄거리를 요약할 때 다음과 같이 쓸 수 있다.
마네트는 감옥에 있는 동안 배웠던 직업인 신발 만들기에 집착한다.

## 다른 언어에서
역사적 현재는 라틴어(때로는 라틴어 이름인 praesens historicum으로 언급되기도 한다)와 일부 현대 유럽 언어에서 역사에 대해 글을 쓸 때 널리 사용된다.
프랑스어에서는 역사적 현재가 저널리즘과 역사 텍스트에서 과거 사건을 보고하는 데 자주 사용된다.
사멸된 언어인 샤스타어는 서술에서 역사적 현재를 허용하는 것처럼 보였다.
기원후 1세기에 코이네 그리스어로 쓰인 신약성경은 특히 마르코의 복음서에서 역사적 현재의 사용이 두드러진다.

## 같이 보기
- 미래시제
- 시제
- 과거시제
- 파세 심플 – 프랑스어의 역사적 과거
- 프레테리트
- 영어 동사 형태의 사용